# マヌエーレ・ボアロ
マヌエーレ・ボアロ（Manuele Boaro、1987年3月12日 - ）は、イタリア、バッサーノ・デル・グラッパ出身の自転車競技（ロードレース）選手。

## 主な戦績

### 2014年
- デンマーク一周　区間優勝（第3ステージ）

### 2018年
- ツアー・オブ・クロアチア　区間優勝（第5ステージ）